# Conmutador Strowger

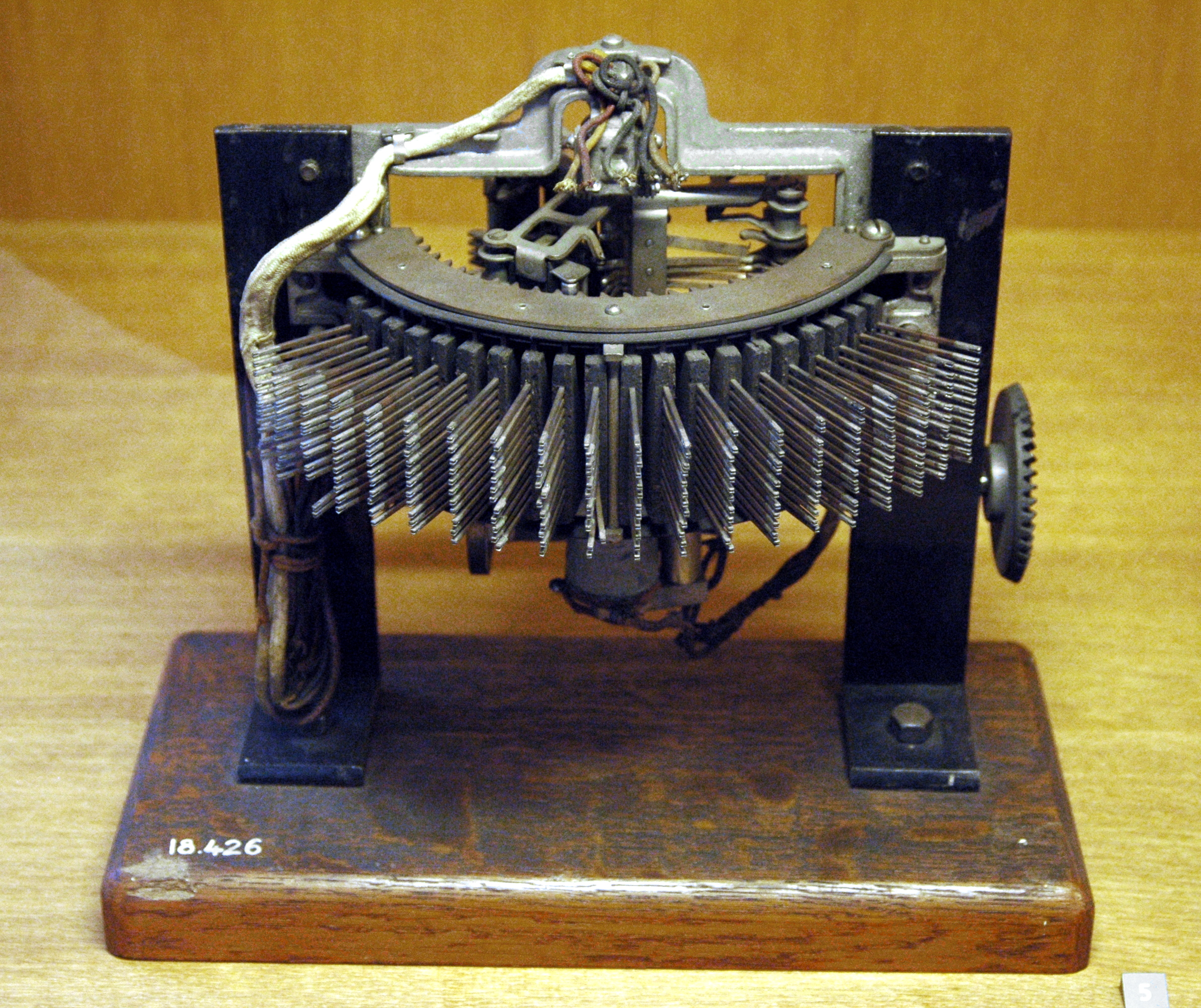
Telerruptor buscador de líneas de Western Electric usado en una central con conmutador Strowger

El conmutador Strowger fue el primer ejemplo de un sistema telefónico a base de telerruptores. Fue inventado por el empresario estadounidense Almon Brown Strowger y patentado en 1891. Debido a sus características, se le conoce como conmutador paso-a-paso y SXS (abreviatura en inglés de su nombre original, step-by-step switch).

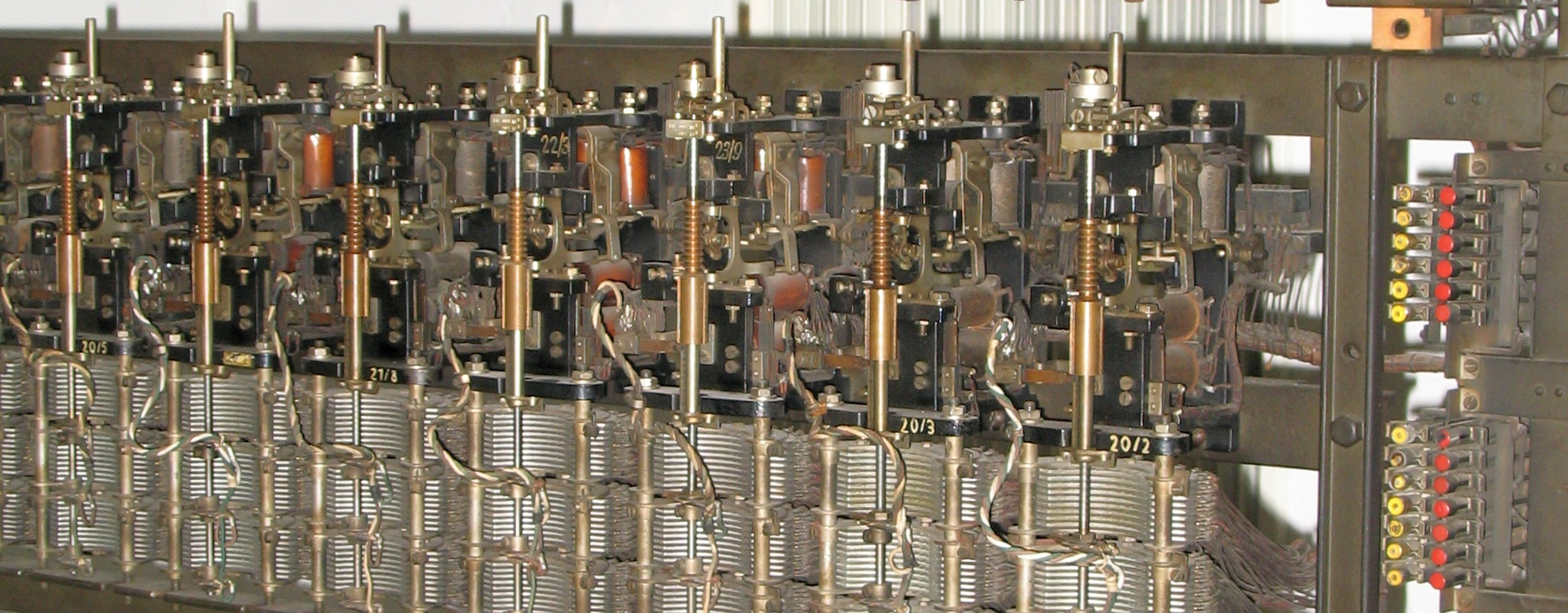
Banco de conmutadores de dos movimientos para centrales paso-a-paso.

## Historia
La primera patente para una central telefónica automática fue solicitada por Daniel Connolly, Thomas A. Connolly y Thomas McTighe ante la Oficina de Patentes de Estados Unidos, el 10 de septiembre de 1879. La patente 222.458 les fue concedida el 9 de diciembre de ese año. Según este documento, los teléfonos de los suscriptores, estaban provistos de un dial con un brazo de conexión y se conectaban a una "oficina central" indicando con dicho dial el número de suscriptor a ser llamado. Sin embargo, este dispositivo nunca fue práctico debido a que podía trabajar sólo con muy pocas líneas y, por lo tanto, nunca se puso en servicio comercial. Otras patentes siguieron a ésta, pero tampoco tuvieron éxito.
En 1886, Almon Brown Strowger, un educador y empresario estadounidense, se trasladó a la ciudad de Kansas City, Estado de Misuri, donde empezó a dirigir una empresa de pompas fúnebres. Ya entonces, en dicha ciudad, el servicio telefónico era imprescindible en los negocios. Al observar una disminución en sus ingresos, supo que la operadora telefonista de la ciudad, desviaba las llamadas destinadas a él, a un empresario competidor, quien era su esposo, hecho que impulsó a Strowger a imaginar un sistema telefónico libre de operadores.
Aunque Strowger creó la idea, buscó la ayuda de su hermano Arnold Strowger, de su sobrino Walter Strowger y de personas con conocimientos de electricidad, además de inversionistas para llevar a cabo sus conceptos. 
En 1888, comenzó Strowger a desarrollar sus ideas creando un prototipo, partiendo de una caja de cartón circular, alfileres de sombrero y un lápiz. Colocó los alfileres a través de la parte superior de la caja en 10 filas de 10 alfileres cada uno, representando cada uno de estos una línea telefónica. Luego, colocó  el lápiz a través de la caja, con un brazo cerca de la punta del lápiz, representando así la idea de que el lápiz podía subir y bajar entrando en contacto con uno solo de los alfileres. El 10 de marzo de 1891, la Oficina de Patentes de Estados Unidos, le concedió la patente 447.918 titulada originalmente Automatic Telephone Exchange (Central telefónica automática) aunque el inventor no tenía un modelo trabajando de su dispositivo. De esta idea pasó a desarrollar un sistema en el que un usuario podría presionar los botones de un teléfono para conectar con otras líneas telefónicas de manera automática. Ese año, en el cual se le concedió la patente, su sobrino Walter Strowger se puso en contacto con un vendedor itinerante de Chicago llamado Joseph Harris, quien escribió varias veces a Strowger para proponerle crear la empresa que fabricaría y vendería el dispositivo. Aunque Almon Strowger rehusó conversar con Harris, terminó aceptando y con su ayuda creó la empresa The Strowger Automatic Telephone Exchange Company.
Posteriormente, la empresa de Strowger se convirtió en Automatic Electric Company, en cuya fundación participó Strowger, aunque parece no haber estado involucrado en su posterior evolución. Las patentes de Strowger fueron concedidas bajo licencia exclusiva a Automatic Electric Company. Strowger vendió sus patentes en 1896 por 1.800 dólares y vendió su participación accionaria en Automatic Electric Company en 1898 por 10.000 dólares. Sus patentes posteriormente se vendieron en 2,5 millones de dólares en 1916. Los ingenieros de la compañía continuaron el desarrollo de los diseños de Strowger y presentaron varias patentes a sus nombres.

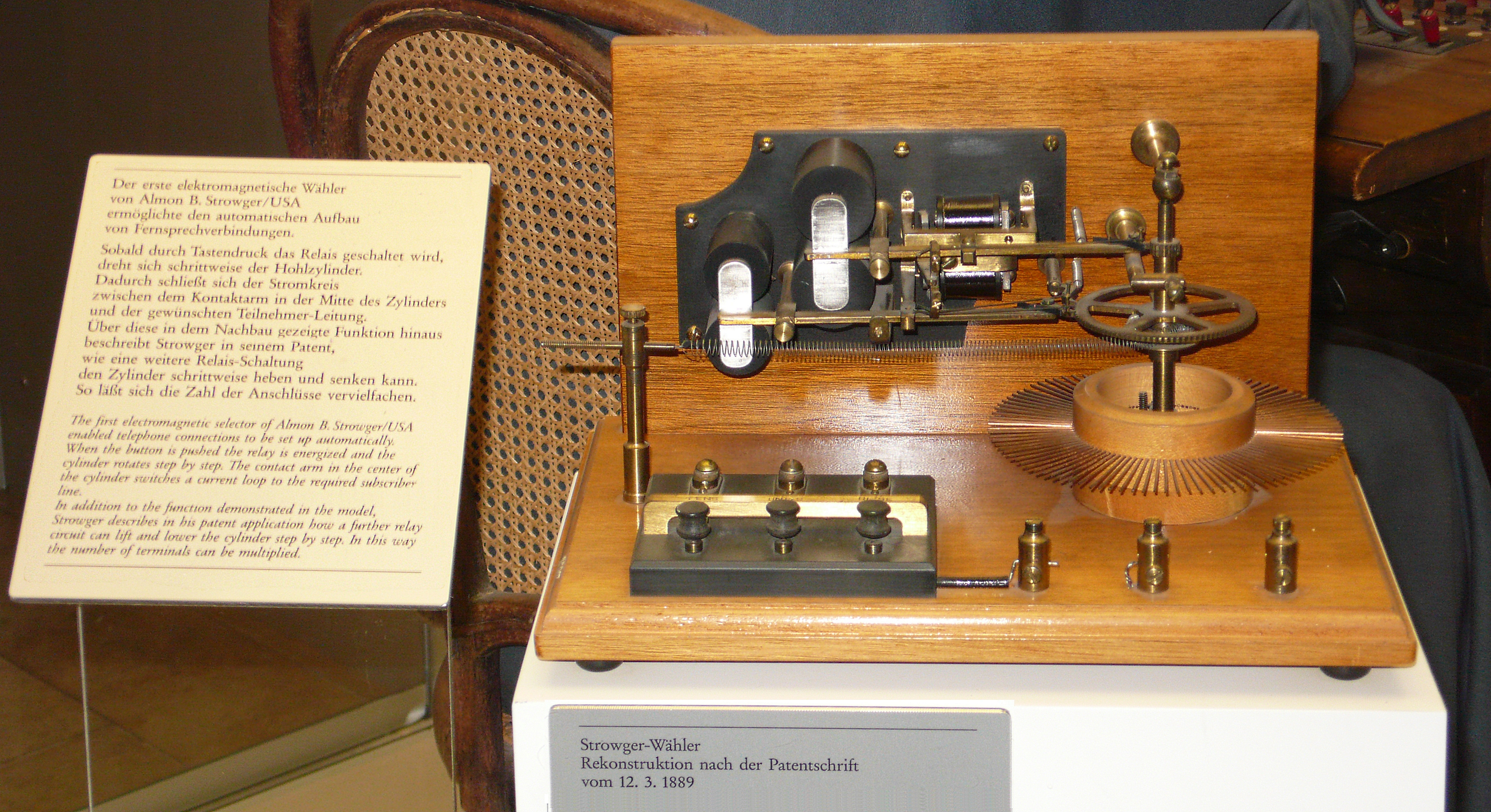
Primer selector electromagnético desarrollado por Almon Brown Strowger, hoy en un museo alemán.

El sistema Strowger fue ampliamente utilizado y se le realizaron múltiples mejoras hasta el desarrollo del conmutador de barras cruzadas, un interruptor electromecánico más fiable, con una matriz de barras verticales y horizontales y de movimientos más sencillos.

## Principio de funcionamiento
La patente 447.918 especifica el equipo de marcado en la instalación del cliente y el equipo de conmutación de la oficina central. El dispositivo cliente crea trenes de encendido-apagado de pulsos de corriente correspondientes a los dígitos del 1 al 9, y el 0 (10 pulsos). Este equipo se componía inicialmente de dos llaves o manipuladores de telégrafo conectados por interruptores de cuchilla. 
Cada manipulador requería de un cable separado para enviar señales a la central. El equipo de conmutación de la central tenía un telerruptor de dos movimientos. Un brazo de contacto podría ser movido hacia arriba y hacia abajo para seleccionar una de las diez filas de contactos, y luego podía girar para seleccionar uno de los diez contactos en esa fila, de un total de 100 opciones de líneas telefónicas. El movimiento escalonado era controlado por los impulsos de corriente procedentes del teclado telegráfico del equipo del cliente, y más tarde por un disco de marcar el cual fue inventado por Alexander Keith y John y Charles Erickson, empleados de la empresa de Strowger y a quienes se les concedió el 11 de enero de 1898 la patente 597.062.

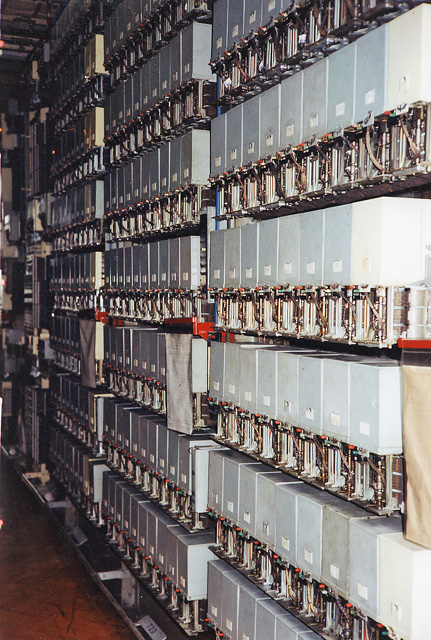
Central británica Strowger, mostrando los gabinetes de selectores de dos movimientos. Este equipo estuvo activo a principio de los años 1990 hasta que fue descontinuado y reemplazado por equipo moderno.

## Desarrollo del sistema Strowger
La versión comercial del conmutador Strowger, utiliza un dial giratorio para señalización a la central. El interruptor selector de final original (conector), que conectaba a 100 clientes se complementó con unas etapas previas de selección de grupo, ya que la "conexión en cascada" permitió la conexión de muchos más clientes en la central local, y conexión para los clientes de otras centrales. Otro requisito para los sistemas comerciales era un circuito para detectar una línea ocupada y que devolvería una señal de ocupado al abonado llamante.
En lugar de dedicar un costoso interruptor selector de primera etapa a cada cliente, como ocurrió en la primera central de conmutación desarrollada por Strowger, al cliente se le dio acceso al interruptor de la primera etapa de una red telefónica, a menudo mediante un buscador de línea, que buscaba "hacia atrás" la línea llamante; por lo que requería sólo unos pocos relés para cada línea de cliente.
Las centrales posteriores de paso-a-paso a menudo utilizaban un telerruptor de abonado como parte del equipo individual a cada línea, que buscaba "hacia adelante" un primer selector. Esto era más económico para los grandes clientes de llamadas de uso doméstico o de negocios y tenía la ventaja de que el acceso a los interruptores adicionales podría ser fácilmente añadido, si el tráfico aumentaba. 
La modularidad fundamental del sistema combinado con su selección paso-a-paso y un potencial casi ilimitado para la expansión, proporcionaron al sistema Strowger su ventaja técnica. Los sistemas iniciales de telefonía habían sido diseñados para que un número fijo de suscriptores pudieran ser conmutados directamente entre sí, en una disposición de malla. Esto se hizo más complejo, en forma cuadrática, a medida que se agregaba cada nuevo cliente, ya que se necesitaba un conmutador para conectar a cualquier otro cliente. En la terminología moderna, los sistemas anteriores no eran "escalables".